# Pär-Gunnar Jönsson
PG Jönsson är en svensk badmintonspelare.  Han var landslagsspelare i 17 år, 1984–2000. Han arbetar för närvarande som klubbchef på Lidingö Tennisklubb och är ägare i Savvy AB och PGSP samt driver Padel/tenniscenters i Kroatien och Portugal. . 
PG Jönsson deltog för Sverige i tre olympiska spel 
OS i Barcelona 1992 
OS i Atlanta 1996  
OS i Sydney 2000 
Han spelade 23 världsmästerskap för Sverige 
Åtta individuella VM: 1985, 1987, 1991, 1993, 1995, 1997, 1999.  
Nio Thomas Cup-slutspel (åtta bästa lagen) och lag-VM för herrar: 1984, 1986, 1988, 1990, 1992, 1994, 1996, 1998, 2000. 
Sex Sudirman Cup, i lag-VM för herrar och damer: 1989 (5:a),1991 (5:a),1993 (6:a),1995 (7:a),1997 (5:a),1999 (5:a). 
Han deltog också i nio Europamästerskap: 1986, 1988, 1990, 1992, 1994, 1996, 1998 och 2000.

## Bästa världsranking
- Herrdubbel 1:a plats
- Mixeddubbel 2:a plats
- Herrsingel 15:e plats

## World Grand Prix
20 World Grand Prix-titlar (44 finaler), varav två motsvarande Grand Slam-titlar, Indonesian OPEN och Korean OPEN. 

## Meriter

### SM-guld
- Herrdubbel: Guld med Jan-Erik Antonsson 1986, 1988 och 1989.
- Herrdubbel: Guld med Peter Axelsson elva raka titlar tillsammans 1991, 1992, 1993, 1994, 1995, 1996, 1997, 1998, 1999, 2000, 2001.
- Mixed: Guld 1991, 1992, 1993 tillsammans med Maria Bengtsson.
- Singel: Guld 1990.

### Guld singel
- Swiss Open 1991

### Brons singel
- Scottish Open 1990

### Guld herrdubbel
- Scottish Open 1990 (I)
- Chinese-Taiperi Open 1991
- Swiss Open 1991
- Finnish Open 1992 (I)
- Scottish Open 1992 (I)
- Swiss Open 1993
- Korea Open 1994 (I)
- Swedish 1994
- Swiss Open 1994
- Swedish Open 1995

### Silver herrdubbel
- German Open 1997
- Denmark Open 1987
- British Airways Masters London 1987
- Denmark Open 1988
- Chinese Taipei 1989
- Japan Open 1989 (I)
- Scottish Open 1991 (I)
- Swedish Open 1992
- Nordic Championships 1992
- Swedish Open 1993
- Swedish Open Championship 1994
- Chinese Taipei Open 1996 I
- Swedish Open 1997 (I)
- EM 1998 (I)
- Dutch Open 1998 (I)
- German Open 1999 (I)
- EM 2000 (I)

### Semifinal herrdubbel
- European Championships 1986
- German Open 1986 (I)
- Lotto Trophy (Poona) 1989
- German Open 1989 (I)
- Chinese Taipei 1990
- Denmark Open 1990 (I)
- Canadian Open 1991 (I)
- Dutch Open 1991
- Chinese Taipei Masters 1992
- European Championships 1992
- Singapore Open 1992 (I)
- German Open 1992 (I)
- VM 1993 I
- Denmark Open 1993 (I)
- Scottish Open 1994 (I)
- Malaysia Open 1995 (I)
- China Open 1995 (I)
- Swiss Open 1996 I
- Swedish Open 1996 I
- European Championships 1996 I
- German Open 1994 (I)
- German Open 1996 (I)
- Swiss Open 1998 (I)
- Hong Kong Open 1998 (I)
- Swedish Open 2000 (I)

### Kvartsfinal herrdubbel
- World Championships 1987 (I)
- Swedish Open 1989
- All England 1989
- World Championships 1989 (I)
- Dutch Open 1989
- Denmark Open 1989 (I)
- Japan Open 1990 (I)
- Swedish Open 1990
- European Championships 1990
- Chinese Taipei Masters 1991
- Korea Open 1991 (I)
- Swedish Open 1991
- All England Championships 1991
- Indonesian Open 1991 (I)
- German Open 1991 (I)
- All England 1992
- Indonesian Open 1992 (I)
- All England 1993
- German Open 1993 (I)
- Dutch Open 1993
- Japan Open 1994 (I)
- Dutch Open 1994
- European Championships 1994
- All England Championship 1994
- Denmark Open 1994 (I)
- Thailand Open 1994 (I)
- Hong Kong Open 1994 (I)
- Korea Open 1995 (I)
- Swiss Open 1995
- World Championships 95 (I)
- Indonesia Open 1995 (I)
- US Open 1995 (I)
- Hong Kong Open 1995 (I)
- Thailand Open 1995 (I)
- Dutch Open 1996 (I) 5x9
- Thailand Open 1996 (I)
- Swiss Open 1997 (I)
- World Championships 1997 (I)
- US Open 1997 (I)
- German Open 1997 (I)
- Swiss Open 1999 (I)
- Denmark Open 1998 (I)
- Chinese Taipei Open 2000 I
- Dutch Open 2000 (I)
- Denmark Open 2000 (I)

### Guld mixed
- Scottish Open 1988
- Dutch Open 1990
- German Open 1990 (I)
- Chinese Taipei Masters 1992
- Swedish Open 1992
- Indonesian Open 1992 (I)
- Singapore Open 1992 (I)
- Nordic Championships 1992
- Swiss Open 1993

### Silver mixed
- Denmark Open 1989 (I)
- Chinese Taipei Masters 1991
- Korea Open 1991 (I)
- Swedish Open 1991
- Singapore Open 1991 (I)
- Canadian Open 1991 (I)
- Dutch Open 1991
- German Open 1992 (I)
- Dutch Open 1993

### Semifinal mixed
- Malaysian Open 1990
- All England 1991
- German Open 1991 (I)
- All England 1992
- EM 1992
- Scottish Open 1992 (I)
- Japan Open 1993 (I)
- Swedish Open 1993
- Denmark Open 1993 (I)
- Chinese Taipei Open 1994
- All England Championship 1994
- European Championship 1994

### Kvartsfinaler mixed
- Denmark Open 1990 (I)
- World Championships 1991 (I)
- Indonesian Open 1991 (I)
- Japan Open 1992 (I)
- World Championships 1993
- German Open 1993 (I)
- Korea Open 1994 (I)
- Dutch Open 1994
- German Open 1994 (I)
- Chinese Taipei 1995
- Swiss Open 1995
- European Championships 1996 I